# 陶作坊
陶作坊（英語：LIN'S Ceramics Studio），1983年由創辦人林榮國成立於台灣汐止。迄今已成為結合陶作坊陶瓷專業茶器具、不二堂茶品與清崢禾日香品的知名文創集團。
2010上海世博會期間，作為台灣茶界代表，於上海世博台灣館，進行茶藝展演與奉茶活動；近期則因推出結合茶藝與當代藝術的跨界展演Tea Party連續獲得DAFF亞洲最具影響力設計獎，及iF傳播設計獎，而備受矚目。

## 外部連結
- 陶作坊官方網站 （页面存档备份，存于）（繁體中文）（简体中文）（英文）
- 不二堂官方網站 （页面存档备份，存于）（繁體中文）（简体中文）（英文）
- 陶作坊的Facebook專頁
- 不二堂的Facebook專頁